# Gente de Cómic
Gente de Cómic es un libro teórico sobre temáticas y géneros del cómic escrito por Ricardo Aguilera y Lorenzo F. Díaz, que fue publicado entre 1989 y 1990 en forma de 21 fascículos coleccionables en el seno de "Gente", un suplemento dominical de Diario 16.

## Características
Cada capítulo/entrega, además de una introducción y un recorrido histórico por el género o la temática en cuestión, presentaba una o varias historietas completas adscribibles al mismo por parte de un autor reconocido y se remataba con la sección "Viñetas personales" que se abría a la opinión de diferentes personalidades, generalmente no relacionadas de forma profesional con el cómic.
| Número | Título                              | Historietistas representados                                                              | Viñetas personales         |
| ------ | ----------------------------------- | ----------------------------------------------------------------------------------------- | -------------------------- |
| 1      | La ciencia ficción                  | Juan Giménez                                                                              | Charo Pascual              |
| 2      | La Serie Negra                      | Will Eisner                                                                               | Salvador Vázquez de Parga  |
| 3b     | Los Superhéroes                     | John Byrne                                                                                | Julián Hernández           |
| 4      | La Fantasía                         | Moebius                                                                                   | José Manuel Costa          |
| 5      | El Cómic costumbrista               | Lauzier                                                                                   | Joan Lluís Bozzo           |
| 6      | El Cómic erótico                    | Milo Manara                                                                               | Luis García Berlanga       |
| 7      | El Cómic histórico                  | Harold Foster                                                                             | Felipe Hernández Cava      |
| 8      | El Cómic underground                | Robert Crumb                                                                              | Pedro Calvo                |
| 9      | Política y cómics                   | Horacio Altuna                                                                            | Luis Gutiérrez             |
| 10     | Mujeres y Cómic                     | Jaime Hernández                                                                           | Mercedes Ferrer            |
| 11     | Cómic y literatura                  | Burne Hogarth                                                                             | Sabino Méndez              |
| 12     | Los aventureros                     | Hugo Pratt                                                                                | José Luis García Sánchez   |
| 13     | Western                             | Greg/Hermann                                                                              | Francisco González Ledesma |
| 14     | Cómic bélico                        | Sergio Toppi                                                                              | Elías García               |
| 15     | Cómic del Humor                     | Franquin, Gotlib, J. L. Martín, Reiser                                                    | Pablo Carbonell            |
| 16     | Cómic de Terror                     | Alberto Breccia                                                                           | Paul Naschy                |
| 17     | Rock & cómics                       | Serge Clerc                                                                               | Max                        |
| 18     | Cine y Cómic                        | Jim Steranko                                                                              | Fernando Colomo            |
| 19     | La historieta cómica española       | Benejam, Cifré, Coll, Escobar, Alfons Figueras, Ibáñez, Jorge, Peñarroya, Segura, Vázquez | Jaume Sisa                 |
| 20     | La Historieta española de aventuras | Jordi Bernet                                                                              | Juan Madrid                |
| 21     | El nuevo Cómic español              | Jaime Martín                                                                              | El Gran Wyoming            |